# Qingyuan (häradshuvudort i Kina, Hunan Sheng, lat 28,12, long 113,00)
Qingyuan (kinesiska: 青园, 天心区) är en häradshuvudort i Kina. Den ligger i provinsen Hunan, i den södra delen av landet, nära eller i provinshuvudstaden Changsha. Antalet invånare är 475 221. Befolkningen består av 237 864 kvinnor och 237 357 män. Barn under 15 år utgör 9,0 %, vuxna 15-64 år 82 %, och äldre över 65 år 7,0 %.
Runt Qingyuan är det tätbefolkat, med 982 invånare per kvadratkilometer. Närmaste större samhälle är Changsha, 9,4 km norr om Qingyuan. Trakten runt Qingyuan består till största delen av jordbruksmark.
Genomsnittlig årsnederbörd är 1 884 millimeter. Den regnigaste månaden är maj, med i genomsnitt 338 mm nederbörd, och den torraste är oktober, med 45 mm nederbörd.